# Liste der Könige von Kyrene
Kyrene war eine griechische Kolonie an der nordafrikanischen Küste im Nordosten des heutigen Libyen. Sie wurde von Siedlern aus Thera im 7. Jahrhundert v. Chr. gegründet. Die Daten zu den frühen Jahren sind weitgehend Vermutung, wie die Angaben zu den Regierungsjahren der Herrscher zeigen.
- Battos I. ca. 631–599 (?)
- Arkesilaos I. ca. 599–583 (?)
- Battos II. ca. 583–565/560, genannt „der Glückliche“
- Arkesilaos II. ca. 565/560–555/550, genannt „der Harte“
- Battos III. ca. 555/550–535/530, genannt „der Lahme“
- Arkesilaos III. ca. 535/530–520/515
- Battos IV. ca. 520/515–465, genannt „der Schöne“
- Arkesilaos IV. ca. 465–ca. 440

Diese acht Könige werden auch Battiaden genannt. Um 440 v. Chr. stürzte ein Aufstand die Monarchie von Kyrene. Arkesilaos IV. und sein Sohn Battos flohen nach Euhesperides, wo sie vermutlich umkamen. Unter persischer Oberhoheit befand sich Kyrene schon seit Arkesilaos III. 
Alexander der Große eroberte das Land 331 v. Chr. Nach seinem Tod wurde es zunächst von Ophellas verwaltet und gehörte dann zum Ptolemäerreich. Um 276 v. Chr. wurde Kyrene unter Magas wieder unabhängig.
- Magas ca. 277/5–ca. 250
- Demetrios der Schöne 250–249/8

249 v. Chr. wurde Kyrene zur Republik erklärt, 246 v. Chr. wurde die ptolemäische Oberhoheit wiederhergestellt. Kyrene bekam nun gelegentlich eigene Herrscher aus der ptolemäischen Dynastie. Im Jahr 96 v. Chr. wurde es erneut Republik, 75 v. Chr. fiel es an die Römer.
- Ptolemaios VIII. 163–145
- Ptolemaios Apion 105/101–96

Marcus Antonius gab Kyrene 37 v. Chr. an die Ptolemäer zurück. 34 v. Chr. erhob er Kleopatra Selene, seine Tochter mit der Ptolemäerin Kleopatra VII., zur Königin von Kyrene. Mit der Eroberung Ägyptens durch die Truppen des späteren Kaisers Augustus 30 v. Chr. fiel die Kyrenaika endgültig an Rom.